# Kanton Villefranche-sur-Saône
Villefranche-sur-Saône is een kanton van het Franse departement Rhône. Het kanton maakt deel uit van het arrondissement Villefranche-sur-Saône. 
Het kanton omvat uitsluitend de gemeente Villefranche-sur-Saône. 

## Geschiedenis
Tot 2000 omvatte het kanton ook de gemeenten Arnas, Blacé, Cogny, Denicé, Gleizé, Lacenas, Le Perréon, Limas, Montmelas-Saint-Sorlin, Rivolet, Saint-Cyr-le-Chatoux, Saint-Julien, Salles-Arbuissonnas-en-Beaujolais en Vaux-en-Beaujolais maar deze werden afgescheiden om een nieuw kanton te vormen waarvan Gleizé de hoofdplaats werd.
Anse · L'Arbresle · Belleville · Brignais · Genas · Gleizé · Mornant · Saint-Symphorien-d'Ozon · Tarare · Thizy-les-Bourgs · Val d'Oingt · Vaugneray · Villefranche-sur-Saône